# Negi Koki
Koki Negi (sinh ngày 17 tháng 5 năm 2000) là một cầu thủ bóng đá người Nhật Bản.

## Sự nghiệp câu lạc bộ
Koki Negi đã từng chơi cho Cerezo Osaka.